# Placówka Straży Granicznej II linii „Krynica”

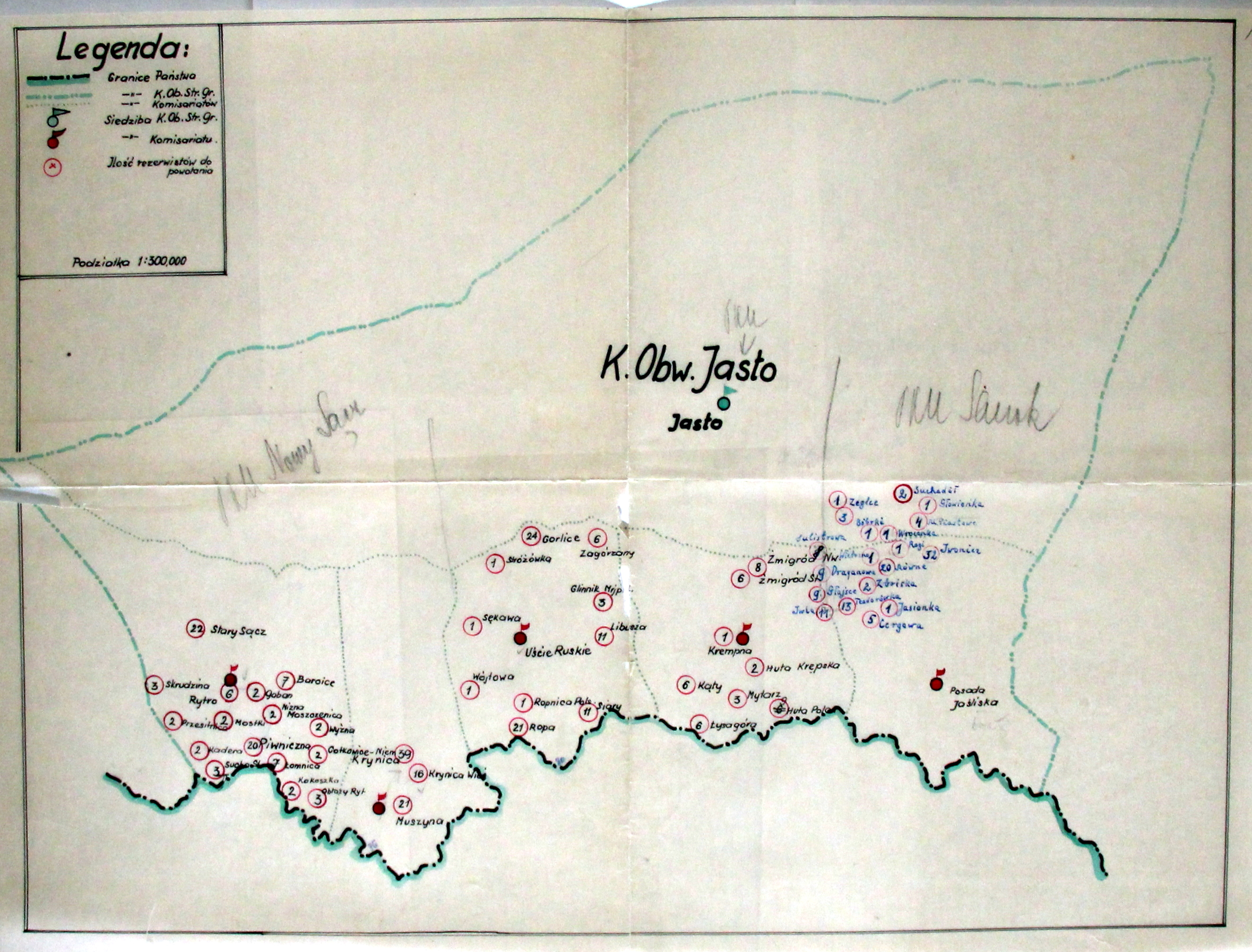
Szkic Obwodu SG „Jasło”

Placówka Straży Granicznej II linii „Krynica” – jednostka organizacyjna Straży Granicznej pełniąca służbę ochronną na granicy polsko-czechosłowackiej w okresie międzywojennym.

## Formowanie i zmiany organizacyjne
Rozporządzeniem Prezydenta Rzeczypospolitej Polskiej Ignacego Mościckiego z 22 marca 1928 roku, do ochrony północnej, zachodniej i południowej granicy państwa, a w szczególności do ich ochrony celnej, powoływano z dniem 2 kwietnia 1928 roku  Straż Graniczną.
Rozkazem nr 5 z 16 maja 1928 roku w sprawie organizacji Małopolskiego Inspektoratu Okręgowego dowódca Straży Granicznej gen. bryg. Stefan Pasławski określił strukturę organizacyjną komisariatu SG „Muszyna”. Placówka Straży Granicznej II linii „Krynica” znalazła się w jego strukturze.
---
Placówka Straży Granicznej II linii „Muszyna” 22 września 1938 roku została przeniesiona do Krynicy w miejsce  posterunku wywiadowczego „Krynica”, który to w tym dniu został zniesiony.